# Christian Tissier
Christian Tissier (* 1951 v Paříži ve Francii) je jeden z nejznámějších evropských učitelů aikida.
Aikido začal trénovat už jako dítě v roce 1962 pod mistrem Jeanem-Claudem Tavernierem a stal se tak ve svých 11 letech nejmladším žákem aikida. Poté, co začal trénovat pod učitelem Mutsuro Nakazono se zlepšil (dokud v roce 1969 neodletěl do Tokia). Když mu bylo 18, dostal se do Aikikai Hombu Dojo a trénoval zde 7 let. Mezi učitele, kteří pro něho byli inspirací patří Segio Yamaguchi Osawa a druhý doshu Kisshomaru Ueshiba. V době, kdy trénoval aikido v Hombu Dojo, učil francouzštinu ve škole a Institutu Franco-japonais de Tokyo.
V roce 1998 získal 7. dan a patří tak mezi hrstku západních obyvatel, kterým byl udělen titul Shinan od asociace Aikikai. Napsal 6 knih a natočil několik filmů a videí o aikidu.
Christian Tissier je zakládajícím členem federace Fédération Française d'Aïkido Aïkibudo et Affinitaires (FFAAA nebo 2F3A), která byla založena v roce 1983. Je také členem technické univerzity (Collège Technique), která má na starosti zkoušky na danové stupně a udělování osvědčení o výuce: Brevet d'Etat and Brevet Fédéral. Tyto zkoušky se konají ve spolupráci s členy ostatních federací, Fédération Française d'Aïkido et de Budo (FFAB), v rámci unie des Fédérations d'Aïkido (UFA).
Již obdržel nominaci na 8. dan. Nakonec ale vyplynulo na povrch, že mezi dvěma asociacemi jsou spory a jedna se rozhodla tento spor řešit vydíráním s nominací Tissiera. Ten se poté rozhodl požádat Maxima Delhommea a členy CSDGE aby zrušili jeho nominaci na povýšení na stupeň 8. dan[zdroj?].